# Антолін (Більський повіт)
Антолін (пол. Antolin) — село в Польщі, у гміні Константинів Більського повіту Люблінського воєводства.
Населення — 114 осіб (2011).
У 1975-1998 роках село належало до Білопідляського воєводства.

## Демографія
Демографічна структура станом на 31 березня 2011 року:
|          | Загалом | Допрацездатний вік | Працездатний вік | Постпрацездатний вік |
| -------- | ------- | ------------------ | ---------------- | -------------------- |
| Чоловіки | 53      | 11                 | 39               | 3                    |
| Жінки    | 61      | 10                 | 31               | 20                   |
| Разом    | 114     | 21                 | 70               | 23                   |